# Siopat Suhu
Siopat Suhu is een bestuurslaag in het regentschap Pematang Siantar van de provincie Noord-Sumatra, Indonesië. Siopat Suhu telt 10.446 inwoners (volkstelling 2010).